# Lee Clark
Pour les articles homonymes, voir Clark et Lee Clark (homonymie).
Ne doit pas être confondu avec Les Clark (animateur) ou Les Clark.
Lee Clark, né le 27 octobre 1972 à Wallsend (Angleterre), est un ancien footballeur anglais, qui évoluait au poste de milieu de terrain.
Clark est appelé en équipe d'Angleterre pour participer au Tournoi de France en 1997, mais ne participe à aucun match.
Il est aujourd'hui reconverti en entraîneur.

## Biographie

### Carrière de joueur
Au cours de sa carrière de joueur, il dispute 184 matchs en Premier League (13 buts), et 10 matchs en Coupe de l'UEFA.

### Carrière d'entraîneur
Après avoir entraîné pendant quatre saisons l'équipe de Huddersfield Town, il est licencié avec l'ensemble de son staff le 15 février 2012. 
Il est nommé entraîneur de Birmingham City le 26 juin 2012. Le 21 octobre 2014, il est limogé par ses dirigeants après un mauvais début saison.

## Palmarès et distinctions personnelles

### Comme joueur
- Coupe Intertoto
  - Vainqueur : 2002 et 2006

- Championnat d'Angleterre
  - Vice-champion : 1996 et 1997

- Championnat d'Angleterre de D2
  - Champion : 1993, 1999 et 2001

### Comme entraîneur
- Meilleur entraîneur de League One (D3)
  - Vainqueur : octobre 2011[4].